# Вијенац (Лукавац)
Вијенац је насељено мјесто у граду Лукавац, Босна и Херцеговина.

## Становништво
|         | 2013.       | 1991.       |
| Укупно  | 41 (100,0%) | 61 (100,0%) |
| Бошњаци | 40 (97,56%) | 5 (8,197%)1 |
| Срби    | 1 (2,439%)  | 54 (88,52%) |
| Остали  | –           | 2 (3,279%)  |

1. 1 На пописима од 1971. до 1991. Бошњаци су пописивани углавном као Муслимани.